# IJsgang

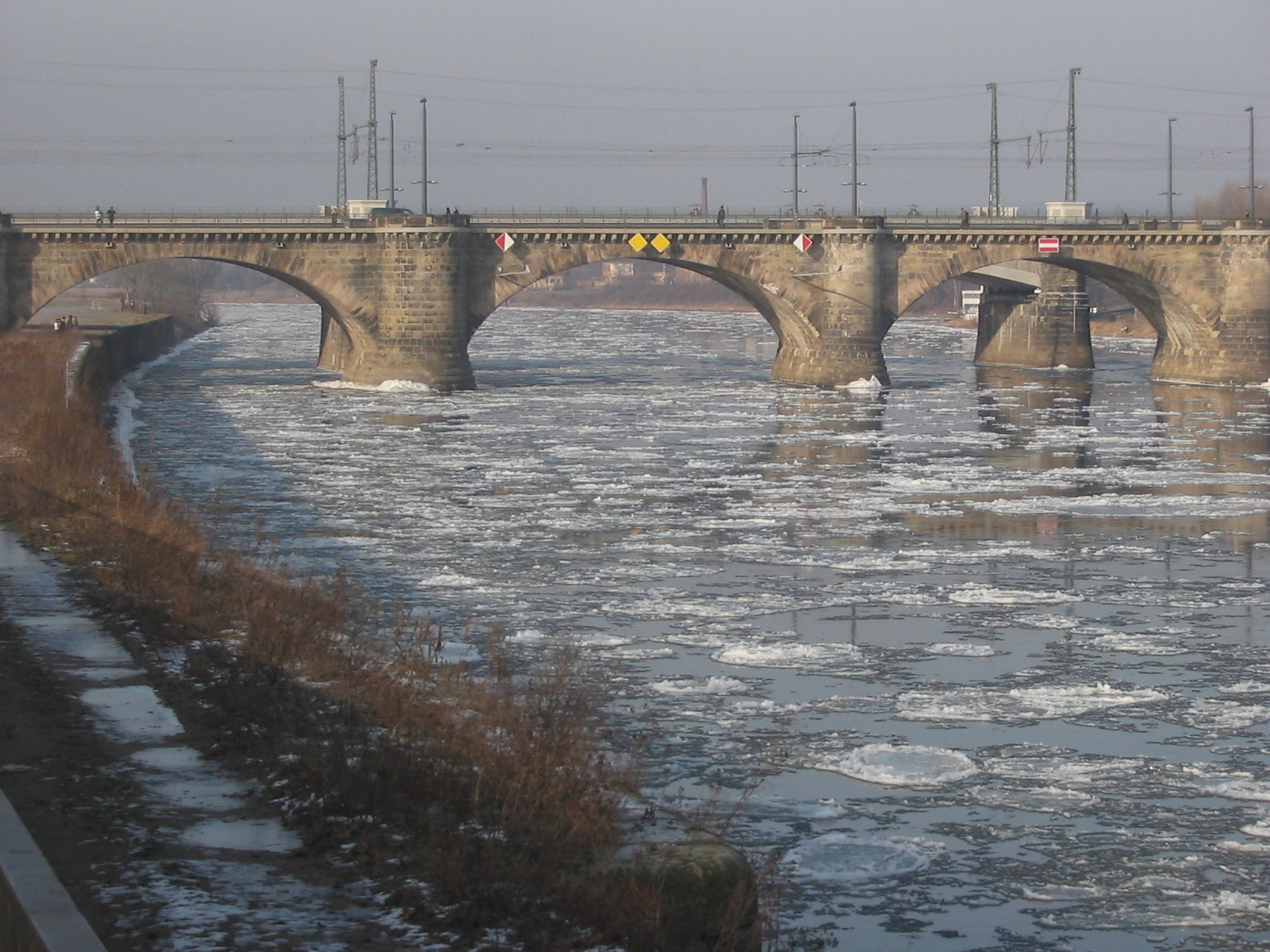
IJsgang op de Elbe

IJsgang is de aanwezigheid van drijfijs op een bevaarbare waterweg tijdens een hevige vorstperiode. Over het algemeen zal ijsgang zich voordoen in de vorm van ijsschotsen. In sommige gevallen kan door wind of stroming kruiend ijs ontstaan. Bij veel en langdurige ijsvorming kunnen zelfs ijsdammen ontstaan en begint een periode van bevriezing met een aaneengesloten ijsbedekking.
Door ijsgang kan een waterweg voor schepen gestremd raken, tenzij met behulp van ijsbrekers een doorgang wordt vrijgemaakt. Over het algemeen hebben de grote wateren, zoals de Rijn, Waal en het IJsselmeer niet snel last van ijsgang. Op kleinere wateren gaat de ijsvorming sneller.
Hiervoor zijn meerdere verklaringen:
- Grote wateren doen er vanwege de hoeveelheid water langer over om af te koelen tot onder het vriespunt;
- Grote wateren worden drukker bevaren waardoor ijsvorming minder snel gaat;
- Rivieren zoals de Rijn en de Waal worden opgewarmd door het koelwater van energiecentrales en industrie.

## IJsgang in het verleden
In de 17e en 18e eeuw waren er in Nederland veel problemen met ijsgang op de rivieren. Dit kwam enerzijds doordat de winters kouder waren, maar ook doordat de rivieren breder en ondieper waren, waardoor het ijs sneller vastliep en ijsdammen vormde. Door de Waterstaat werden dan ook altijd na zo’n periode van ijsgang rapportages gemaakt. Het doel was om inzicht te krijgen in de benodigde verbeteringsmaatregelen.